# Guerre des Snakes
Guerres indiennes
La guerre des Snakes est un conflit des guerres indiennes qui opposa de 1864 à 1868 des milices locales puis l'Armée des États-Unis à des « Snakes », terme utilisé par les colons pour désigner des bandes de Païutes du Nord, Bannocks et Shoshones de l'Ouest qui vivaient le long de la rivière Snake dans le Nord-Ouest des États-Unis.
Ce conflit fut principalement une suite de poursuites et d'escarmouches. Après deux ans de guerre et la mort du chef Paulina, le chef Weawea se rendit le 1er juillet 1868 à Fort Harney pour conclure la paix avec le général américain George Crook.